# Niedernhausen
Niedernhausen település Németországban, Hessen tartományban. Lakosainak száma 14 811 fő (2023. december 31.). Niedernhausen Taunusstein és Idstein községekkel határos.

## Népesség
A település népességének változása:
| Lakosok száma | 14 544 | 14 727 | 14 766 | 14 738 | 14 845 | 14 811 |
|               | 2015   | 2017   | 2019   | 2021   | 2022   | 2023   |